# Térbeli adatinfrastruktúra
A térbeli adatinfrastruktúra, elterjedt angol rövidítéssel SDI (spatial data infrastructure) azon technológiák, szabályok és szabványok, valamint emberi erőforrások és a hozzájuk kapcsolódó tevékenységek összessége, amelyek biztosítják a térbeli adatok hatékony és rugalmas beszerzését, feldolgozását , karbantartását és felhasználását. Az SDI lehet globális, kontinentális, nemzeti vagy lokális.